# Lucien Febvre
Lucien Febvre, född 22 juli 1878 i Nancy, död 11 september 1956 i Saint-Amour, Jura, var en fransk historiker som bildade Annales-skolan i historiografin.
Febvre studerade vid École Normale Supérieure 1899–1902, varunder han blev mycket påverkad av geografen Paul Vidal de la Blaches arbeten. 1911 doktorerade han med en avhandling om Filip II av Spanien och Franche-Comté, och fick kort därefter en tjänst som professor vid universitetet i Dijon. 
Han stred under första världskriget för att 1919 fortsätta sin akademiska karriär vid universitetet i Strasbourg när distriktet återlämnades till Frankrike. 1929 startade han och Marc Bloch tidskriften Annales d'histoire, économique et sociale som gav namn till den speciella historieskola de bildade. Febvre blev 1929 professor vid Collège de France.
Under 1930- och 40-talen publicerade han en mängd böcker, men andra världskriget avbröt hans arbete. Kriget orsakade även Marc Blochs död, varför Febvre ensam fick ansvaret för Annales. Han lät därför rekrytera och utbilda Fernand Braudel. Han grundade 1947 den sjätte sektionen vid École pratique des hautes étudess, där Braudel övertog ledningen efter Febvres bortgång 1956.